# Politbyro ústředního výboru Komunistické strany Číny
Politbyro Ústředního výboru Komunistické strany Číny (čínsky v českém přepisu Čung-kuo Kung-čchan-tang Čung-jang Čeng-č’-ťü, pchin-jinem Zhōngguó Gòngchǎndǎng Zhōngyāng Zhèngzhìjú, znaky 中国共产党中央政治局) je skupinou cca 25 členů ústředního výboru Komunistické strany Číny, která tvoří užší vedení Komunistické strany Číny. Sedm nejvýznamnějších členů politbyra tvoří nejužší vedení, takzvaný stálý výbor politbyra ústředního výboru Komunistické strany Číny.
Vzhledem k mocenskému vlivu Komunistické strany Číny v Čínské lidové republice mají členové užšího vedení strany přítomní v politbyru obvykle zároveň důležité funkce v rámci státu.
Nejvyšším orgánem Komunistické strany Číny je její sjezd, svolávaný v pětiletých intervalech. Delegáti sjezdu volí ústřední výbor, jako širší vedení strany (20. ústřední výbor zvolený na XX. sjezdu v říjnu 2022 má 205 členů a 171 kandidátů). Ústřední výbor na svém prvním zasedání na závěr sjezdu volí užší vedení stany – politbyro, ústřední vojenskou komisi a stálý výbor politbyra a schvaluje složení sekretariátu. V praxi je volba členů politbyra výsledkem neformálních konzultací ve vedení strany.
V různých dobách byla váha politbyra v systému vedoucích orgánů KS Číny různá, od konce 80. let 20. století funguje uspořádání, v němž každodenní politická rozhodnutí provádí stálý výbor politbyra scházející se jednou týdně, jejich vykonání a koordinaci zajišťuje sekretariát, přičemž se oba orgány zodpovídají politbyru, které se schází jednou měsíčně a schvaluje a určuje zásadnější politická rozhodnutí. Generální tajemník přitom mezi členy politbyra vystupuje spíše jako první mezi rovnými snažící se o dosažení konsensu než jako nadřazený vůdce.

## Současní členové
Jako úřad je v tabulce uvedeno zaměstnání a funkce vykonávané v době členství v politbyru, v případě funkcí ve státní správě jde o funkce a úřady zaujaté od zasedání parlamentu, Všečínského shromáždění lidových zástupců, případně Čínského lidového politického poradního shromáždění na jaře 2023. Členové stálého výboru politbyra jsou uvedeni v pořadí podle významu, ostatní členové politbyra v (čínském) abecedním pořadí.
VSLZ a ČLPPS jsou Všečínské shromáždění lidových zástupců a Čínské lidové politické poradní shromáždění. 
| Minulé období                    | Jméno (znaky)                    | Nar.                             | Úřady a funkce                                                                                            | Úřady a funkce                                  | Úřady a funkce                                                                                               |
| Minulé období                    | Jméno (znaky)                    | Nar.                             | Civilní stranické                                                                                         | Civilní státní a jiné                           | Vojenské |
| Členové stálého výboru politbyra | Členové stálého výboru politbyra | Členové stálého výboru politbyra | Členové stálého výboru politbyra                                                                          | Členové stálého výboru politbyra                | Členové stálého výboru politbyra                                                                             |
| -------------------------------- | -------------------------------- | -------------------------------- | --- | ----------------------------------------------- | --- |
| 17., 18., 19.                    | Si Ťin-pching 习近平             | 1953                             | generální tajemník ÚV                                                                                     | prezident                                       | předseda Ústřední vojenské komise Komunistické strany Číny předseda Ústřední vojenské komise ČLR             |
| 19.                              | Li Čchiang 李强                  | 1959                             | | předseda Státní rady                            | |
| 18., 19.                         | Čao Le-ťi 赵乐际                 | 1957                             | | předseda stálého výboru VSLZ                    | |
| 18., 19.                         | Wang Chu-ning 王沪宁             | 1955                             | | předseda celostátního výboru ČLPPS              | |
| 19.                              | Cchaj Čchi 蔡奇                  | 1955                             | výkonný tajemník sekretariátu ÚV, vedoucí Hlavní kanceláře ÚV (od března 2023)                            |                                                 | |
| 19.                              | Ting Süe-siang 丁薛祥            | 1962                             | vedoucí Hlavní kanceláře ÚV (do března 2023), vedoucí Kanceláře generálního tajemníka ÚV (do března 2023) | (první) místopředseda Státní rady               | |
| 19.                              | Li Si 李希                       | 1956                             | tajemník Ústřední komise pro kontrolu disciplíny                                                          |                                                 | |
| Ostatní členové politbyra        |                                  |                                  | |                                                 | |
| –                                | Wang I 王毅                      | 1953                             | vedoucí úřadu ústřední komise pro zahraniční věci                                                         |                                                 | |
| 19.                              | Čang Jou-sia 张又侠              | 1950                             | |                                                 | generálplukovník, místopředseda Ústřední vojenské komise KS Číny, místopředseda Ústřední vojenské komise ČLR |
| –                                | Che Wej-tung 何卫东              | 1957                             | |                                                 | generálplukovník, místopředseda Ústřední vojenské komise KS Číny, místopředseda Ústřední vojenské komise ČLR |
| –                                | Che Li-feng 何立峰               | 1955                             | | místopředseda Státní rady                       | |
| –                                | Čchen Wen-čching 陈文清          | 1960                             | tajemník sekretariátu ÚV, tajemník politické a právní komise ÚV                                           |                                                 | |
| 19.                              | Chuang Kchun-ming 黄坤明         | 1956                             | tajemník kuangtungského provinčního výboru                                                                |                                                 | |
| –                                | Li Šu-lej 李书磊                 | 1964                             | tajemník sekretariátu ÚV, vedoucí oddělení propagandy ÚV                                                  |                                                 | |
| –                                | Š’ Tchaj-feng 石泰峰             | 1956                             | tajemník sekretariátu ÚV, vedoucí oddělení jednotné fronty ÚV                                             | (první) místopředseda celostátního výboru ČLPPS | |
| 19.                              | Čchen Min-er 陈敏尔              | 1960                             | tajemník tchienťinského městského výboru                                                                  |                                                 | |
| –                                | Ma Sing-žuej 马兴瑞              | 1959                             | tajemník sinťiangského oblastního výboru                                                                  |                                                 | |
| –                                | Jüan Ťia-ťün 袁家军              | 1962                             | tajemník čchungčchingského městského výboru                                                               |                                                 | |
| –                                | Jin Li 尹力                      | 1962                             | tajemník pekingského městského výboru                                                                     |                                                 | |
| –                                | Li Kan-ťie 李干杰                | 1964                             | tajemník sekretariátu ÚV, vedoucí organizačního oddělení ÚV (od dubna 2023)                               |                                                 | |
| –                                | Liou Kuo-čung 刘国中             | 1962                             | | místopředseda Státní rady                       | |
| –                                | Čang Kuo-čching 张国清           | 1964                             | | místopředseda Státní rady                       | |
| –                                | Li Chung-čung 李鸿忠             | 1956                             | | (první) místopředseda stálého výboru VSLZ       | |
| –                                | Čchen Ťi-ning 陈吉宁             | 1964                             | tajemník šanghajského městského výboru                                                                    |                                                 | |